# Торрес-де-ла-Аламеда
Торрес-де-ла-Аламеда (ісп. Torres de la Alameda) — муніципалітет в Іспанії, у складі автономної спільноти Мадрид. Населення — 7896 осіб (2010).
Муніципалітет розташований на відстані близько 28 км на схід від Мадрида.
На території муніципалітету розташовані такі населені пункти: (дані про населення за 2010 рік)
- Марібланка: 68 осіб
- Торрес-де-ла-Аламеда: 7762 особи
- Карретера-де-Лоечес: 8 осіб
- Дееса-де-Торрес: 0 осіб
- Сан-Ісідро: 52 особи
- Сан-Хуан-дель-Вісо: 2 особи
- Вальделаєгуа: 4 особи

## Демографія
Динаміка населення (INE ):

## Галерея зображень

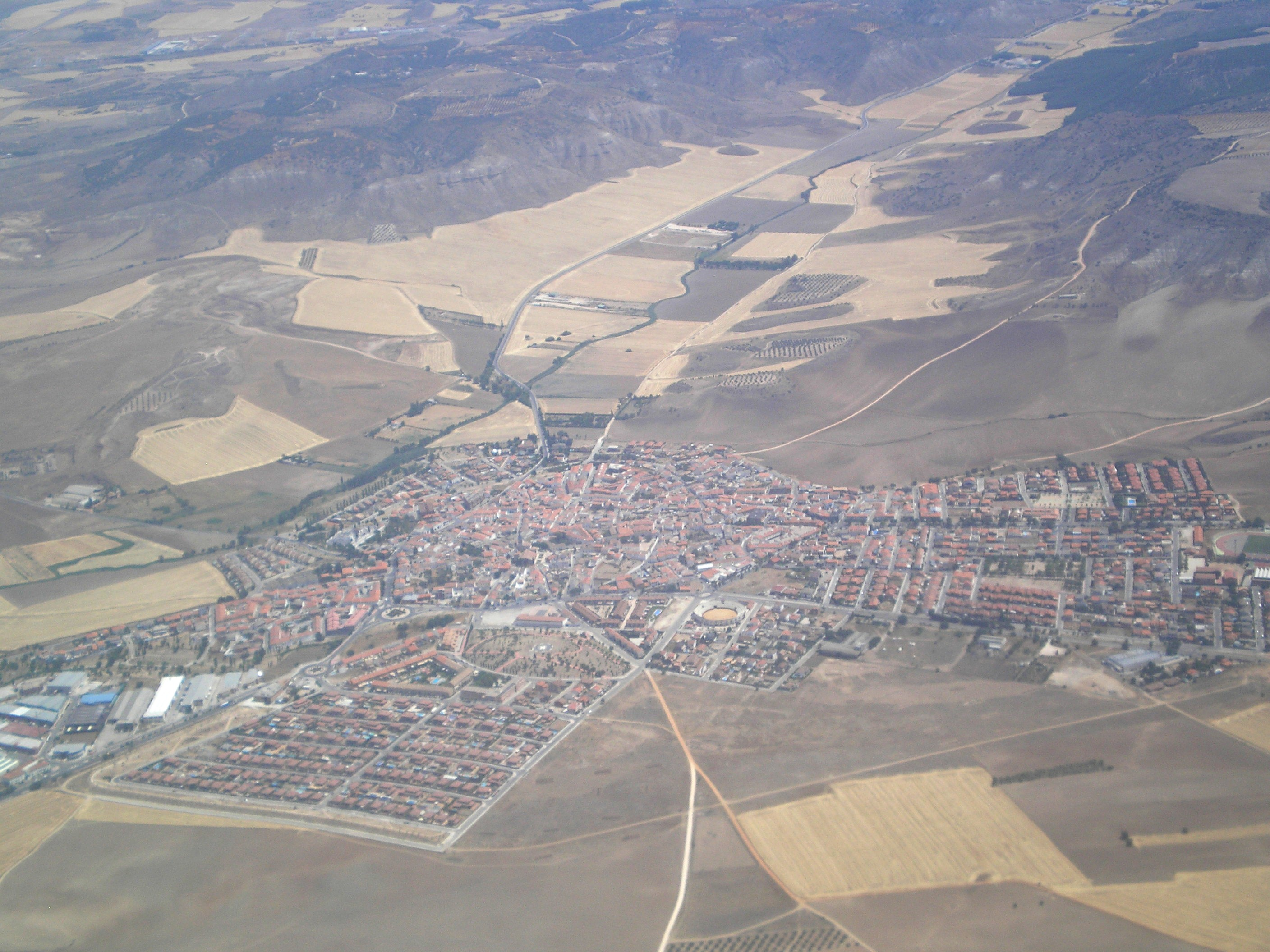
Торрес-де-ла-Аламеда згори